# DFW Skylink
El Skylink es un sistema hectométrico que opera en el Aeropuerto Internacional de Dallas-Fort Worth en Dallas, Texas. Inaugurado el 21 de mayo de 2005, actualmente el sistema cuenta con 10 estaciones.